# 低肩側投

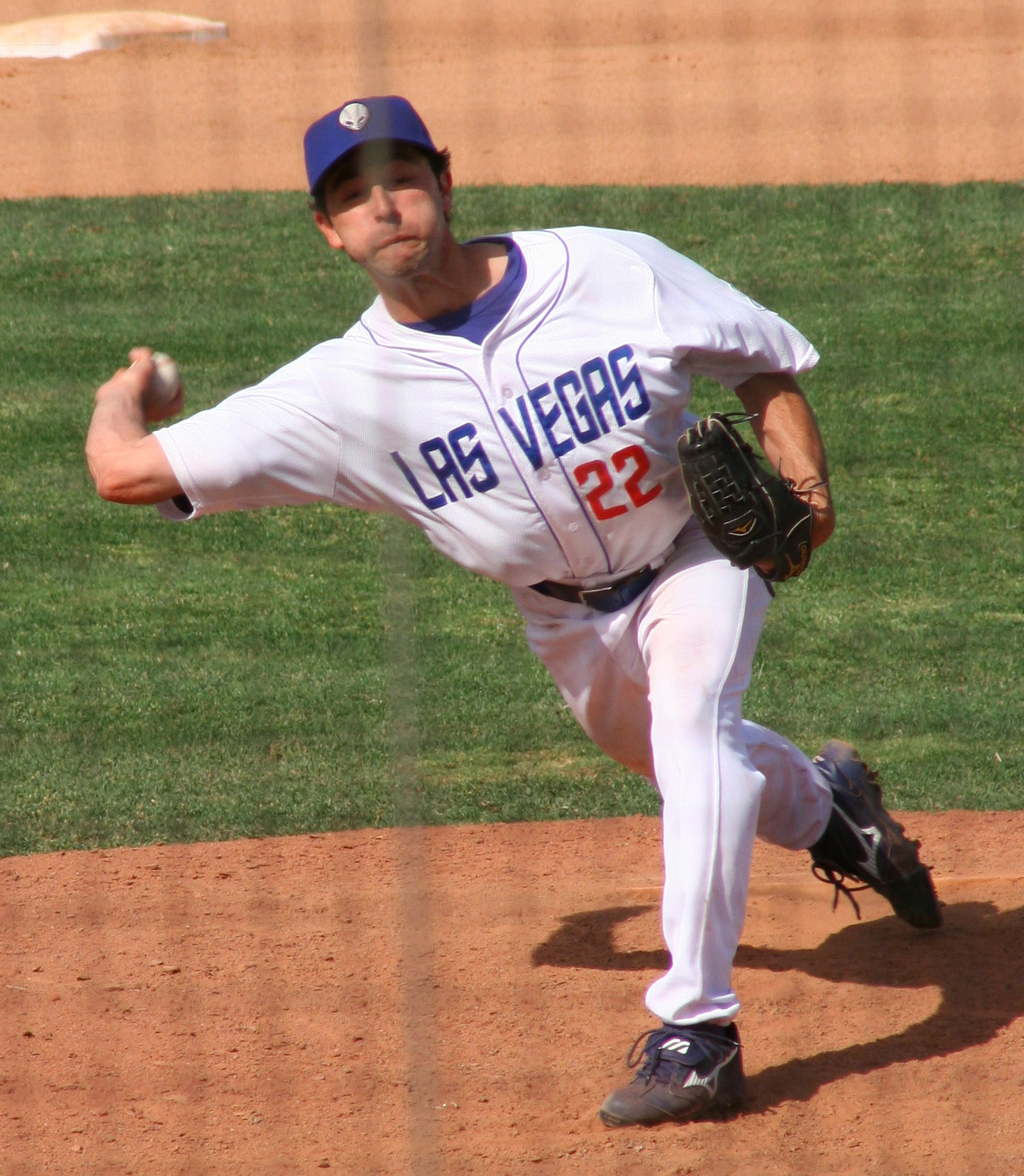
北京奧運美國隊投手麥克·開普勒投球英姿

低肩側投（英語：Low Sidearm），為棒球投手的出手點之一，指投手投球時，以手臂橫擺的方式出手的投球方式。但與側投不同的是，低肩側投是以進行低肩投法前半段的投球動作，待投球慣用手進入放球點區域時改以較為水平方式出手的投球方式。
日本及美加並沒有將低肩側投細分成一個分類，且兩國給予低肩側投的歸類也不相同；在日本，低肩側投被視為側投，但在美國，低肩側投被歸類為低肩投法（以林昌勇為例，林昌勇的投球動作，依美國的歸類會被視為低肩投法，但日本將其歸為側投手）。而台灣則是將介於側投及低肩投法之間的投球方式另外細分成低肩側投。

## 投球方式
低肩側投仍為側投動作之一，但投球動作機制和側投並不相同。以右投手為例，側投的前半段肩膀重心和四分之三投法相似，但在低肩側投卻和低肩投法類似，到出手的時候才將出手點轉放到3點鐘與4點鐘之間。即低肩側投的前半段動作是準備要要進行低肩投球的動作，但到後半段再轉為側投方式出手。

## 球路特性
球路特性類似於側投，但球路更低，球路軌跡特性介於低肩投法與側投之間，有利於橫向變化球、上飄球路之使用。主要武器球是以同側打者之外角球，但和側投一樣，因球路橫向變化明顯的特性，使反側打者反而較能應付該投法之球路，故低肩側投手會練習變速球、伸卡球以面對反側打者。

## 名人

### 台灣
- 鄭博壬——台灣職棒球員，前中華職棒La New熊二軍成員，現於中華職棒統一獅擔任投手助理教練。
- 許銘倢——台灣職棒球員，前中華職棒Lamigo桃猿隊投手。
- 黃子鵬——台灣職棒球員，中華職棒樂天桃猿隊投手。
- 張瑞麟——台灣職棒球員，中華職棒富邦悍將隊投手。

### 其他國家
- 林昌勇——南韓籍日本職棒球員，1995-2007年效力於韓國棒球委員會起亞虎與三星獅，2008年至2012年效力於日本職棒中央聯盟東京養樂多燕子，2013年曾效力美國職棒大聯盟芝加哥小熊。
- 米奇·史提特（英语：Mitch Stetter）（左投手）——中繼投手，2007年至2011年曾效力於美國職棒大聯盟密爾瓦基釀酒人，現於洛杉磯天使農場系統。
- 哈維爾·洛佩茲—現效力於舊金山巨人，中繼投手。曾效力於科羅拉多落磯、亞利桑那響尾蛇、波士頓紅襪隊、匹茲堡海盜隊，2010年球季被交易至舊金山巨人。
- 布莱恩·弗恩特斯（左投手）——美國職業棒球大聯盟退役球員，曾效力西雅圖水手、科羅拉多洛磯、洛杉磯安那罕天使、明尼蘇達雙城、奧克蘭運動家、聖路易紅雀。
- 金炳賢——韓國棒球選手，曾效力於亞利桑那響尾蛇、波士頓紅襪、科羅拉多落磯與佛羅里達馬林魚。
- 麥克·開普勒（英语：Mike Koplove）——美國職業棒球大聯盟退役球員，曾效力於亞利桑那響尾蛇與克里夫蘭印地安人大聯盟，洛杉磯道奇、費城費城人、西雅圖水手、聖地牙哥教士農場系統，亦曾效力獨立聯盟，北京奧運美國代表隊成員。
- 派特·尼謝克——美國職棒大聯盟中繼投手，曾效力明尼蘇達雙城、聖地牙哥教士與奧克蘭運動家。